# جان اوبری
جان اوبری (به انگلیسی: John Aubrey)،(زاده۱۲ مارس ۱۶۲۶- درگذشت ۷ ژوئن ۱۶۹۷)، عتیقه‌شناس، فیلسوف طبیعی و نویسندهٔ انگلیسی بود. او بیشتر به عنوان نویسندهٔ کتاب «زندگینامه‌های کوتاه» شناخته شده‌است. او یک باستان‌شناس پیشگام بود که (اغلب برای اولین بار) بسیاری از خرسنگ‌ها و دیگر بناهای تاریخی را در جنوب انگلیس ثبت کرده‌است و به ویژه به عنوان کاشف بنای هنج‌آوبری شهرت دارد. گودال‌های
اوبری استون‌هنج به افتخار او نامگذاری شده‌اند. گرچه در این مورد شک وجود دارد که آیا گودالهایی که او مشاهده کرد همین گودالها هستند یا خیر. او همچنین یک توده‌شناس پیشگام بود، و مطالب متفرقه و گوناگونی از آداب و رسوم،سنت‌ها و باورهایی تحت عنوان «باقی‌ماندهٔ عرفان و یهودیت» را جمع‌آوری می‌کرد. او تصمیم به جمع‌آوری تاریخچه، شهرستانهای ویلتشر و ساری گرفت، گرچه هر دو پروژه ناتمام باقی ماندند. او به ریاضیات کاربردی و نجوم علاقه فراوانی داشت و با بسیاری از بزرگترین دانشمندان روزگار دوست بود.
بیشتر قرن نوزدهم و بیستم، به خاطر شهرت و محبوبیت کتاب «زندگینامه‌های کوتاه»، اوبری کمی بیشتر از یک سرگرم‌کنندهٔ خاص، غیرعادی و دری وری‌گوی دارای اعتماد به نفس در نظر گرفته شد. فقط در دهه ۱۹۷۰، از وسعت نظر و نوآوری‌هایش در پژوهش به‌طور گسترده‌ای قدردانی شد. او در طول عمر خود مطالب کمی منتشر کرد، و بسیاری از مهمترین نسخه‌های خطی او (که بیشتر آنها در کتابخانه بادلین نگهداری می‌شود) منتشر نشده باقی‌مانده‌است یا تنها بخشی از آنها و به صورتی نامطلوب منتشر شده‌اند.